# Bernardo Taveira Júnior
Bernardo Taveira Junior (Rio Grande, 5 de junho de 1836 — Pelotas, 19 de setembro de 1892) foi um professor e escritor brasileiro.

## Biografia
Filho de Bernardo Taveira e Gertrudes Maria de Melo. Depois de breves estudos em São Paulo, na Faculdade de Direito e de um emprego no comércio no Rio de Janeiro adoece e retorna para o sul em 1856. Durante sua convalescência em uma estância passa a apreciar o modo de viver dos gaúchos. Decide também entrar para o magistério, tornando-se professor em Pelotas.
Após seu casamento em 1862 muda-se para São Gabriel onde abre uma escola, retornando à Pelotas em 1866 onde abre outra escola.

## Carreira
Poliglota, conhecia francês, alemão, espanhol, sueco, dinamarquês, latim, grego, guarani e sânscrito. Traduziu do alemão alguns livros, entre os quais Guilherme Tell de Schiller, em versos; e do francês a primeira parte da Memórias de Garibaldi de Alexandre Dumas, Expiação e Epopéia do Leão, de Vitor Hugo e a A reconciliação de Tieck.
Defensor do abolicionismo e da república, publicou diversos artigos em jornais. Editou a maior parte de sua obra na Revista Arcádia. Foi membro da Sociedade Partenon Literário.
É patrono da cadeira 5 da Academia Rio-Grandense de Letras.

## Obras
- Poesias Americanas, Rio Grande: Typ. Arcádia, 1869.
- Poesias Germânicas, 1873
- Provincianas, 1886
- O anjo da solidão, 1869
- Paulo, 1874
- Celio
- O engeitado

## Tradução
- DUMAS, Alexandre. Memórias de José Garibaldi. Tradução de Bernardo Taveira Júnior. Rio Grande: Typ. Eco do Sul, 1861.